# Castillo de Simancas
El castillo de Simancas se encuentra en la localidad española de Simancas, en la provincia de Valladolid (Castilla y León). Desde 1540 es sede del Archivo General de Simancas.

## Historia

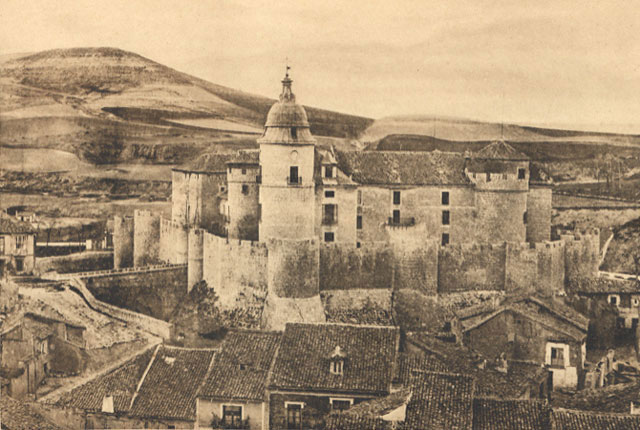
Imagen antigua del castillo y su entorno.

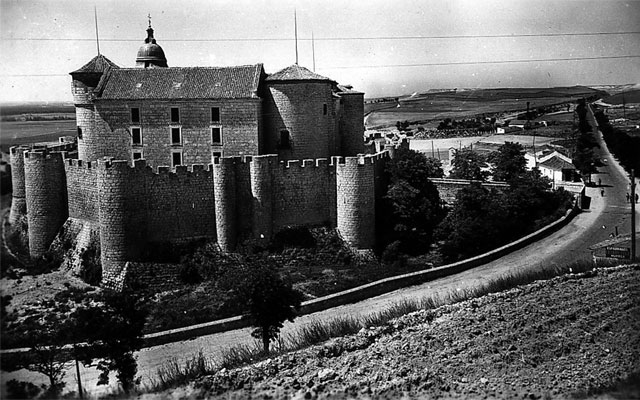
Foto antigua del castillo.

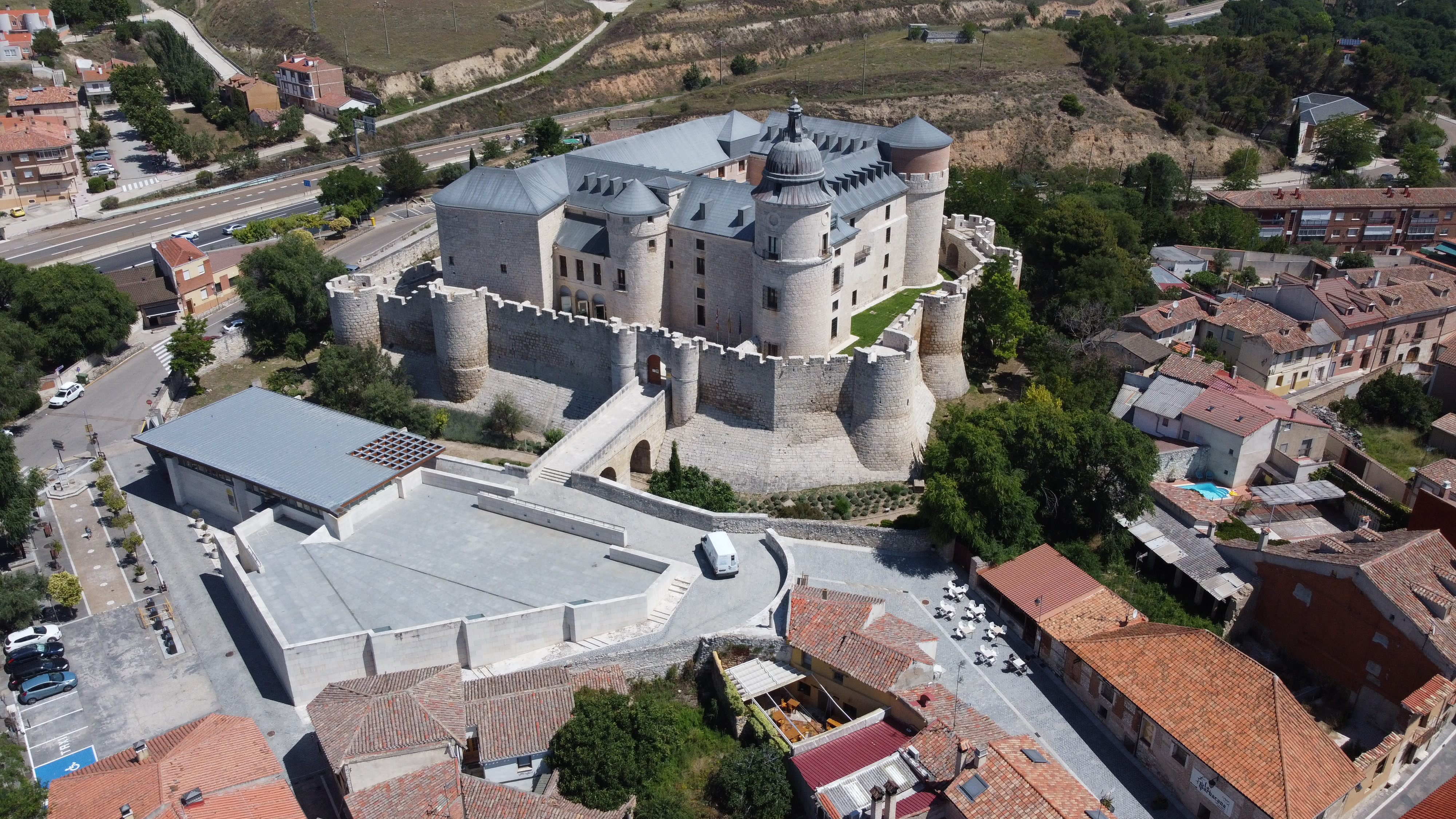
Vista aérea del castillo, año 2023.

En el siglo XV la familia Enríquez, almirantes de Castilla, ejerció el señorío de Simancas. Reconstruyó la vieja fortaleza árabe y de esta época es la capilla. Poco después, los Reyes Católicos la reclamaron para la corona y la convirtieron en prisión de Estado.
Aquí estuvo preso y fue ejecutado con garrote vil el obispo de Zamora, Antonio de Acuña, capitán comunero de Castilla. La ejecución fue realizada por el alcalde Lic. Rodrigo Ronquillo y Briceño en 1521, por orden expresa del Rey, en uno de los cubos del castillo, llamado ahora, Torre del Obispo. Este personaje tomó parte activa en la batalla de Villalar. Los tres comuneros (Juan de Padilla, Juan Bravo y Francisco Maldonado) fueron ejecutados al día siguiente de la batalla, pero él fue encerrado en la torre del castillo dándole la oportunidad de arrepentirse. No se arrepintió sino que estranguló al alcaide de la fortaleza y al tratar de huir fue capturado de nuevo; el alcalde Ronquillo ordenó su muerte.
El mariscal Pedro de Navarra, que fue apresado en 1516 en la segunda contraofensiva para recuperar el Reino de Navarra tras su conquista, fue asesinado en este castillo el 24 de noviembre de 1522.
Felipe II transformó el castillo en Archivo General del Reino albergando uno de los archivos más importantes de Europa con 35 millones de documentos. Las reformas que se hicieron dieron lugar al aspecto que tiene en la actualidad.

## El edificio

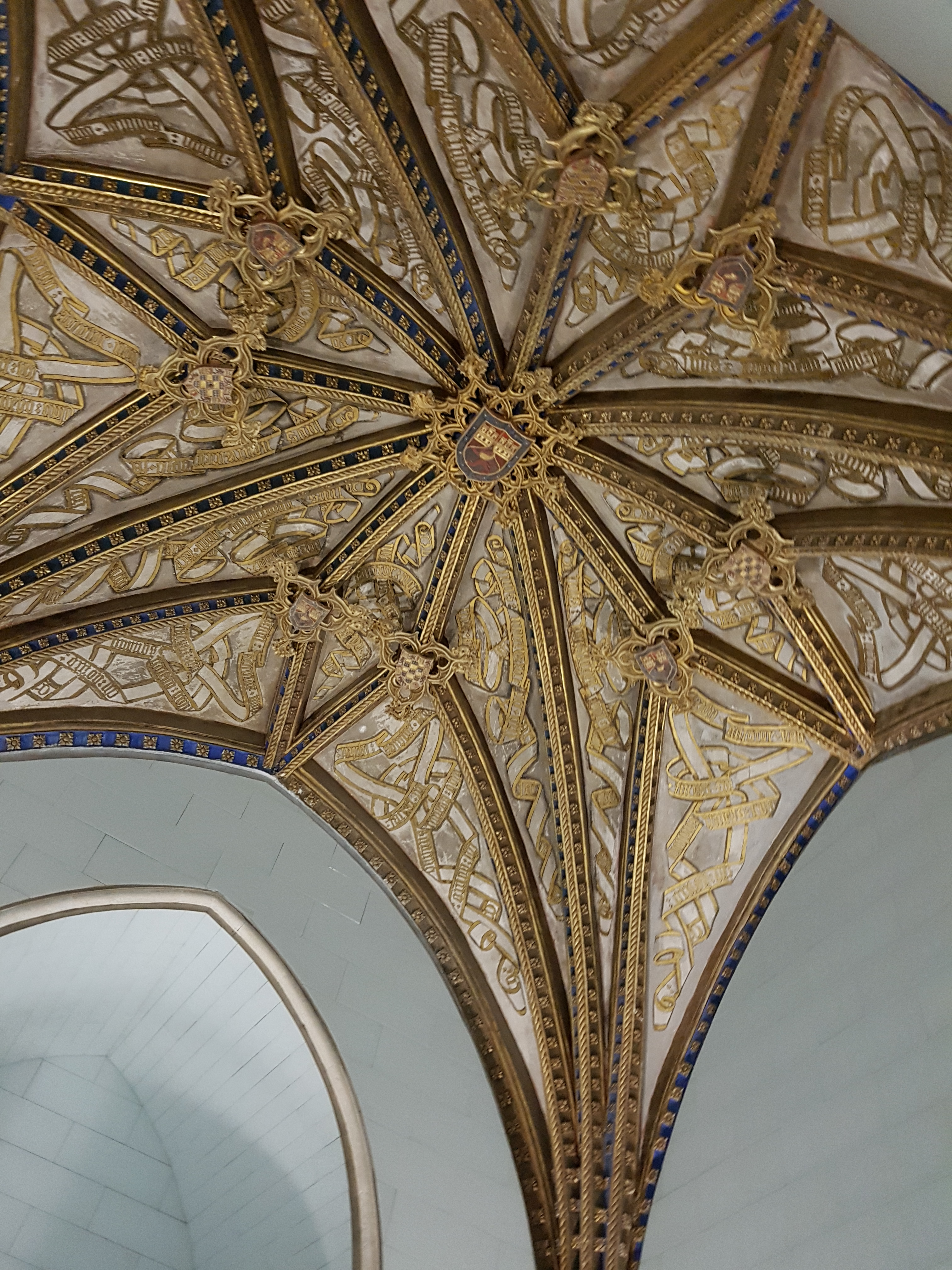
Artesonado en el edificio

El muro que lo rodea, los cubos, las almenas, el foso, la entrada y dos puentes son de la época medieval, finales del siglo XV. La capilla fue reformada por la familia Enríquez en el siglo XV; la actual es una reforma de los años 1950. Tiene una hermosa bóveda estrellada pintada, donde están representadas las armas de sus fundadores: Don Alonso Enríquez y Doña Mª de Velasco. Se conserva también la cámara de tormentos.
El castillo propiamente dicho se debe a las reformas del siglo XVI, de Juan de Herrera y Francisco de Mora. Se proyectó la linterna de la Torre del Obispo con forma acampanada. Hubo más reformas en los siglos XVII y XVIII.
Se han efectuado grandes e importantes obras para conservar el edificio como Archivo General. Entre otras estancias valiosas existe una cámara incombustible donde están la mayoría de los documentos.